# Gendichte
Die Gendichte bezeichnet das Verhältnis aus der Anzahl an Genen in einem Genom und der Genomgröße.

## Eigenschaften
Die Gendichte sinkt mit der Menge an nichtcodierender DNA im Genom, die eine regulatorische Funktion für die Chromatinkondensation besitzen. Eine niedrige Gendichte deutet auf einen hohen Anteil regulatorischer DNA-Sequenzen hin. Mit steigender Komplexität eines Lebewesens sinkt die Gendichte, einerseits aufgrund von längeren Genen, andererseits wegen mehr regulatorischen Sequenzen.